# کوندو ایسامی
ایسامی کوندو (به ژاپنی: 近藤勇 Kondō Isami)؛ زاده ۹ نوامبر ۱۸۳۴ درگذشته ۱۷ مهٔ ۱۸۶۸) یک واکادوشیوری در دوره باکوماتسو اهل ژاپن بود. او شمشیرزن و سامورایی، استاد نسل چهارم سبک شمشیرزنی تننن ریشین-ریو بود و به خاطر نقشش به عنوان فرمانده شینسنگومی شهرت داشت. در اواخر دوره ادو، کیوتو در حال تبدیل شدن مرکز سیاسی جدید بود و تروریسمی به نام "تنچو" (مجازات الهی) در کیوتو، شهری که توسط افراط‌گرایانی که طرفدار سوننو جوئی (ایدئولوژی احترام به امپراتور و اخراج دشمنان خارجی) بودند، رهبری می‌شد و باعث بی‌نظمی عمومی شدیدی شده بودد. به منظور بازگرداندن نظم عمومی، کیوتو شوگوشوکو (گروه محافظان کیوتو) تأسیس شد که توسط قلمرو آیزو (استان فوکوشیما امروزی) اداره می‌شد. علاوه بر این، تحت کنترل قلمرو آیزو، شینسنگومی به عنوان یک نیروی کاری تأسیس شد. وندو ایسامی به عنوان رئیس شینسنگومی این گروه را رهبری می‌کرد، کوندو ایسامی، چهارمین رئیس مکتب شمشیرزنی تننن ریشین-ریو بود.

## وضعیت زمانه
شوگون‌سالاری در پایان دوره ادو، زمانی که شینسنگومی متولد شد، در دورانی ناپایدار قرار داشت و بحث بر سر این بود که آیا باید درهای کشور را به روی جهان باز کرد یا خارجی‌ها را اخراج کرد. کیوتو همچنین پر از سامورایی‌هایی بود که از قلمرو فئودالی خود گریخته بودند و ایدئولوژی‌های «سرنگونی شوگون‌سالاری» و «اخراج بیگانگان» را برای خلاص شدن از شر شوگون‌سالاری که نسبت به کشورهای خارجی سست‌عنصر بود، در سر می‌پروراندند. شوشیدای کیوتو و ماچیبوگیو، مناصب دولتی که نظم عمومی را در کیوتو حفظ می‌کردند، به تنهایی قادر به مقابله با این وضعیت نبودند؛ بنابراین، تصمیم گرفته شد که چهاردهمین شوگون، توکوگاوا ایه‌موچی، برای گفتگو با دربار امپراتوری به کیوتو (به سمت کیوتو) سفر کند. در سال ۱۸۶۲ (بونکیو (دوره) ۲)، روشیگومی‌ها برای محافظت از شوگون در طول این سفر به کیوتو استخدام شدند. هشت نفر از مدرسه شیئیکان، از جمله کوندو ایسامی، هیجیکاتا توشیزو و اوکیتا سوجی، برای نگهبانی درخواست دادند. سال بعد، در سال ۱۸۶۳ (بونکیو ۳)، کوندو ایسامی، هیجیکاتا توشیزو، اوکیتا سوجی و هشت نفر دیگر از شیئیکان به کیوتو رفتند.

## تشکیل میبو روشیگومی
سال ۱۸۶۳ (بونکیو ۳) نقطه عطف در زندگی کوندو ایسامی بود. در پاسخ به فراخوان شوگون‌سالاری ادو برای جذب روشیگومی (گروه‌هایی از سامورایی‌های بدون استاد)، او رفقای دوجوی (مکان آموزش شمشیرزنی) خود را به کیوتو هدایت کرد.
با این حال، به محض اینکه کوندو ایسامی و گروهش به کیوتو رسیدند، کیوکاوا هاچیرو به آنها اطلاع داد که هدف واقعی روشیگومی محافظت از شوگون نیست، بلکه انجام فعالیت‌های سوننو جوئی (به امپراتور احترام بگذارید، بربرها را بیرون کنید) است و مشارکت کوندو ایسامی در روشیگومی از هم پاشید. در حالی که بسیاری از اعضا به ادو بازگشتند، کوندو ایسامی و گروهش تصمیم گرفتند در کیوتو بمانند و به خاندان آیزو، که به عنوان کیوتو شوگوشوکو (محافظ کیوتو) خدمت می‌کرد، پناه بردند.
کسانی که در کیوتو باقی ماندند، میبو روشیگومی نام گرفتند و از اقامتگاه یاگی و «اقامتگاه مائکاوا» در روستای میبو، کیوتو (که امروزه بخش ناکاگیو، شهر کیوتو، استان کیوتو نامیده می‌شود) به عنوان سربازخانه خود استفاده کردند.
اینجا جایی بود که میبو روشیگومی، سازمان مادر شینسنگومی، متولد شد و کوندو ایسامو به عنوان رئیس آن منصوب شد. در آن زمان، سه رئیس وجود داشت و کوندو ایسامو در موقعیتی بود که می‌توانست از رئیس ارشد، سریزاوا کامو، حمایت کند. اعضای اصلی میبو روشیگومی، کوندو ایسامی، هیجیکاتا توشیزو و سریزاوا کامو، به عضویت درآمدند و به گروهی متشکل از حدود ۳۶ عضو تبدیل شدند.
با افزایش تعداد اعضا، محافظت از شهر کیوتو و سرکوب رونین‌های سرکش تحت حمایت ماتسودایرا کاتاموری، ارباب قبیله آیزو که به عنوان «کیوتو شوگوشوکو» خدمت می‌کرد، به آنها سپرده شد. ماتسودایرا کاتاموری نام میبو روشیگومی را به «شینسنگومی» تغییر داد.

## ریاست شسنسنگومی
هنگامی که خاندان آیزو، که از خشونت مکرر سریزاوا کامو نگران شده بودند، دستور پاکسازی و ترور او را دادند، کوندو ایسامی این پاکسازی را با کمک هیجیکاتا توشیزو و دیگران انجام داد. پس از آن کوندو ایسامی به عنوان رئیس شینسنگومی، هیجیکاتا توشیزو به عنوان معاون رئیس و اوکیتا سوجی به عنوان کاپیتان واحد اول منصوب شدند.

## حادثه ایکه‌دایا
در حادثه ایکه‌دایا که در سال ۱۸۶۴ (بونکیو ۴/گنجی ۱) رخ داد، تندروترین میهن‌پرستان سوننو جوئی (به امپراتور احترام بگذارید، بربرها را بیرون کنید) به همراه تعداد کمی از زیردستان خود وارد مهمانخانه ایکه‌دایا شدند، جایی که آنها در حال برگزاری یک جلسه مخفی بودند که شینسنگونی به آنها حمله کرد و بسیاری از میهن‌پرستان سوننو جوئی را اسیر گرفتند و کشتند. این حادثه باعث شد نام کوندو ایسامی و شینسنگومی در سراسر کشور بر سر زبان‌ها بیفتد. از این نقطه به بعد، نقش شینسنگومی‌ها گسترش یافت و آنها علاوه بر حفظ صلح در کیوتو، به عنوان یک سازمان اطلاعاتی برای شوگون‌سالاری ادو نیز فعالیت می‌کردند.
حادثه ایکه‌دایا همان چیزی است که شینسنگومی را در سراسر ژاپن مشهور کرد. این حادثه‌ای بود که در آن شینسنگومی به سامورایی‌های طرفدار امپراتوری و ضد خارجی از خاندان‌های چوشو و توسا حمله کرد. گفته می‌شود که توطئه آنان شامل آتش زدن کیوتو و ترور هیتوتسوباشی یوشینوبو (که بعدها به نام توکوگاوا یوشینوبو شناخته شد) و ماتسودایرا کاتاموری بود، و زمانی که شینسنگومی‌ها این موضوع را کشف کردند، به ایکه‌دایا حمله کردند. مهاجمان کوندو ایسامی، اوکیتا سوجی، ناگاکورا شینپاچی از شیئیکان و تودو هایسوکه بودند.
اگرچه آنها بسیاری از روشی‌ها (رونین‌ها) را کشتند، اما اعضای شینسنگومی نیز جراحات جدی برداشتند.
اگرچه افراد زیادی در حادثه ایکه‌دایا کشته شدند، اما شینسنگومی به‌طور گسترده در ژاپن شناخته شد. آنها همچنین به دلیل جلوگیری از آتش‌سوزی عمدی کیوتو و ترور یوشینوبو هیتوتسوباشی، از سوی شوگون‌سالاری ادو مورد ستایش زیادی قرار گرفتند.
در سال ۱۸۶۵ (گنجی ۲/کیئو (دوره) ۱)، کوندو ایسامی خودش به هیروشیما رفت و با پنهان کردن هویت واقعی خود به عنوان رئیس شینسنگومی، از مقامات قلمرو چوشو (استان یاماگوچی امروزی) بازجویی کرد.
علاوه بر این، کوندو ایسامی رسماً در سال ۱۸۶۷ (سومین سال دوران کیئو) به خدمت مستقیم شوگون‌سالاری ادو درآمد و از طریق فعالیت‌های اطلاعاتی خود اطلاعاتی در مورد سرنگونی مسلحانه شوگون‌سالاری توسط قلمرو ساتسوما (استان کاگوشیما امروزی) و قلمرو چوشو به دست آورد. بر اساس این اطلاعات، پانزدهمین شوگون‌سالاری ادو، توکوگاوا یوشینوبو، «بازگرداندن حکومت امپراتوری به امپراتور» را انجام داد.

## جنگ بوشین
در (کیئو (دوره)  ۳)، پانزدهمین شوگون، توکوگاوا یوشینوبو، در بیانیه‌ای معروف به تایسی هوکان، قدرت را به دربار امپراتوری بازگرداند.
او در ۲۴ اکتبر از مقام خود به عنوان شوگون کناره‌گیری کرد و در ۹ دسامبر، با حمایت سامورایی ساتسوما، اوکوبو توشیمیچی و اشراف‌زاده ایواکورا تومومی، دربار امپراتوری «اعلامیه بزرگ برای احیای حکومت امپراتوری» را صادر کرد. این پایان حکومت شوگون‌سالاری ادو بود که تقریباً ۲۶۰ سال دوام آورده بود.
رسماً، توکوگاوا یوشینوبو قدرت را به امپراتور میجی واگذار کرد، اما در واقع، او هنوز توسط دربار امپراتوری به حکومتداری سپرده شده بود. خاندان‌های ساتسوما و چوشو، رهبران جناح ضد شوگون‌سالاری، از این وضعیت راضی نبودند. علاوه بر این، خاندان‌های طرفدار شوگون‌سالاری، آیزو، کووانا و کیشو نیز به‌طور فزاینده‌ای با واگذاری قدرت مخالفت می‌کردند.
توکوگاوا یوشینوبو ارتش سابق شوگون‌سالاری را سازماندهی کرد و جنگ بوشین را در ژانویه ۱۸۶۸ آغاز کرد. از آن زمان به بعد، ژاپن حدود یک سال و نیم درگیر جنگ داخلی بین نیروهای دولتی جدید و نیروهای سابق شوگون‌سالاری شد.
در این زمان، شینسنگومی در اولین نبرد جنگ بوشین، نبرد توبا-فوشیمی، شرکت کرد. شینسنگومی با روحیه‌ای بالا وارد نبرد شد و معتقد بود که این نبردی برای بازپس‌گیری قدرت است، اما نیروهای دولتی جدید «کینسن نو گوکی» (پرچم طلایی) را به اهتزاز درآورده بودند. کینسن نو گوکی نمادی است که نماد خانواده امپراتوری است. نیروهای دولتی جدید که این پرچم را به اهتزاز درمی‌آوردند، ارتش رسمی دربار امپراتوری بودند و نیروهای سابق شوگون‌سالاری، از جمله شینسنگومی، به دشمنان سیاسی آنها تبدیل شدند. نیروهای دولت جدید با استفاده از جدیدترین توپ‌ها و تفنگ‌های وارداتی از انگلستان به حمله به نیروهای سابق شوگون‌سالاری ادامه دادند. طبیعتاً، نیروهای سابق شوگون‌سالاری که تنها به توپ‌ها، توپ‌ها و شمشیرهای قدیمی مسلح بودند، حریف نیروهای دولت جدید نشدند و در نبرد توبا-فوشیمی شکست سختی خوردند. با این حال، جبهه نبرد از کیوتو تا ادو، توهوکو و هوکایدو ادامه یافت.
شوگون‌سالاری سابق به شینسنگومی دستور داد تا نام خود را به کویو چینبوتای (Kōyō Chinbutai) تغییر دهند. کوندو ایسامی نام خود را به «اوکوبو یاماتو» به عنوان یکی از خادمان مستقیم شوگون‌سالاری ادو تغییر داد. او کویو چینبوتای را سازماندهی کرد و به جلو لشکرکشی کرد، اما در جایی که اکنون شهر کوشو، یاماناشی، استان یاماناشی است، شکست خورد.

## اعدام
او در شهری که اکنون ناگاریاما، استان چیبا است، تسلیم نیروهای دولتی جدید شد و در آوریل ۱۸۶۸ (چهارمین سال کیئو (دوره)/اولین سال دوره میجی) در میدان اعدام ایتاباشی گردن زده شد. سر کوندو ایسامی در محل اعدام و سپس در سانجوگاوارا در کیوتو به نمایش گذاشته شد. آخرین سخنان او دو شعر چینی در مورد «فدا کردن خود برای شرافت و صداقت با وفاداری» و «پرداخت بدهی قدردانی، با مرگ» بود.

## رویدادهای بعدی
اوکیتا سوجی، که کاپیتان لشکر اول بود، در ۳۰ مه ۱۸۶۸ (کیوو ۴) در همان سال در سنداگایا، ادو (بخش شیبویا امروزی، توکیو) بر اثر بیماری درگذشت. به دلیل وخامت حالش، اوکیتا سوجی از سال ۱۸۶۷ (کیئو (دوره)  ۳) به بعد قادر به ایفای نقش فعال نبود و در نبرد توبا-فوشیمی شرکت نکرد.
توشیزو هیجیکاتا، معاون فرمانده سابق شینسنگومی، به مبارزه علیه نیروهای دولتی جدید ادامه داد و خط مقدم را تا هاکوداته، هوکایدو گسترش داد. در ۱۱ مه ۱۸۶۹ (مِیجی ۲)، او در نبرد «نبرد دفاعی هاکوداته گوریوکاکو»، آخرین میدان نبرد جنگ بوشین، مورد اصابت گلوله قرار گرفت و کشته شد.
محل دقیق هنوز مشخص نیست، زیرا جسد به گونه‌ای دفن شده بود که سر پنهان بود تا پیدا نشود. اینجا جایی است که شینسنگومی، به پایان خود رسید.